# Nightlife (1989)
Nightlife, bzw. Night Life, ist ein US-amerikanischer Low-Budget-Horrorfilm des Regisseurs David Acomba aus dem Jahr 1989.

## Handlung
Das Provinzörtchen Walgren in der Gegenwart. Der schüchterne Schüler Archie Melville ist ein Einzelgänger und Außenseiter, der in seiner Freizeit bei seinem Onkel Verlin Flanders, einem Totengräber, arbeitet und ihm beim Herrichten der Leichen assistiert. Der junge Mann führt ein eher trostloses Dasein. Einzig sein kumpelhaftes Verhältnis zur attraktiven Automechanikerin Charly bereichert seinen Alltag. Zu allem Überfluss wird er pausenlos wegen seiner Nebenbeschäftigung von vier arroganten Klassenkameraden – Allen und Roger sowie deren Freundinnen Roberta und Joanie – malträtiert. Diese schikanieren Archie, so dass er eines Tages seine ungeliebte Anstellung im Beerdigungsinstitut zu verlieren droht.
Bevor es dazu kommt, ereignet sich zur nächtlichen Stunde ein schwerer Verkehrsunfall mit einem Gefahrguttransporter, bei dem eine giftige Gaswolke austritt. Unglücklicherweise kommt bei dieser Tragödie eine vierköpfige Clique junger Menschen ums Leben, Archies Peiniger. Die Leichen werden in Flanders’ Begräbnisinstitut gebracht, wo sie für die Bestattung präpariert und eingelagert werden. Noch bevor es zur Beisetzung kommt, zerstört während eines Unwetters ein Blitz das Kühlaggregat der Leichenhalle. Die Toten kommen zur nächtlichen Stunde als Untote, als sogenannte „Zombies“, wieder ins Leben zurück und trachten fortan Archie nach dem Leben.
Da sie ihm jedoch nicht habhaft werden können, kommt es zu Übergriffen auf unbeteiligte Personen. Den lebenden Toten fällt zunächst der ortsansässige Elektriker, später auch Totengräber Flanders zum Opfer. Derweil flieht Archie zu Charly, um sie zu warnen, was ihm auch gelingt. Gemeinsam wehrt das Duo diverse Übergriffe der Zombies ab und flüchtet dann zu einem Nahe gelegenen Krematorium unweit des Friedhofs, wo sie den Kreaturen zusetzen, ohne diese jedoch wirksam aufzuhalten. Die Zombies verfügen über unübliche Verhaltensweisen und meucheln die Lebenden lediglich, anstatt sie zu infizieren oder zu beißen.
Schließlich fliehen Charly und Archie zum Begräbnisplatz, wo es zum finalen Showdown kommt. Dem Duo gelingt es hier in einem Kraftakt, die wandelnden Leichen zu eliminieren. Am Ende des Films ist die Gefahr gebannt, Charly und Archie kommen sich im Happy End näher.

## Kritiken
Das Lexikon des internationalen Films schrieb, der Film sei eine „makabre Horror-Komödie mit Versatzstücken des Highschool- und Zombie-Films.“